# 1876 en journalisme
Cet article présente les faits marquants de l’année 1876 en journalisme.

## Évènements
- Création du journal Corriere della Sera.